# Chileomma malleco
Chileomma malleco là một loài nhện trong họ Gnaphosidae.
Loài này thuộc chi Chileomma. Chileomma malleco được miêu tả năm 2005 bởi Norman I. Platnick, Mohammad U. Shadab & Sorkin.